# きっと明日は晴れるから
「きっと明日は晴れるから」は、河合美智子の6作目のシングル。1998年2月28日に日本コロムビアから発売された。

## 制作、音楽性
表題曲の「きっと明日は晴れるから」は、名古屋テレビ制作・テレビ朝日系アニメ『Bビーダマン爆外伝』の前期オープニングテーマに起用された。作詞は松井五郎、作・編曲はテレビアニメ『みどりのマキバオー』エンディングテーマ「とってもウマナミ」を手掛けた淡谷n'次郎（淡谷三治・陣次郎）が手がけた。
カップリング曲の「ボンビダデーオ!!」は、作詞はMEN'S 5のボーカルであり、先述の「とってもウマナミ」のボーカル・作詞を担当した淡谷三治が手掛けている。

## 収録曲
- 全作曲・編曲：淡谷n'次郎

1. きっと明日は晴れるから
作詞：松井五郎
  - 名古屋テレビ制作 テレビ朝日系24局ネットテレビアニメ『Bビーダマン爆外伝』オープニングテーマ
2. ボンビダデーオ!!
作詞：淡谷三治
3. きっと明日は晴れるから (カラオケ)
4. ボンビダデーオ!! (カラオケ)

## 収録作品

### アルバム
| 楽曲                   | アルバム                                                   | 発売日        | 備考                                    |
| ---------------------- | ---------------------------------------------------------- | ------------- | --------------------------------------- |
| きっと明日は晴れるから | 『Bビーダマン爆外伝 歌&BGM集 宇宙を駆けるビーダ放送局』    | 1998年6月20日 | 『Bビーダマン爆外伝』のサウンドトラック |
| きっと明日は晴れるから | 『河合美智子(オーロラ輝子)ゴールデン☆ベスト 〜夫婦みち〜』 | 2019年2月20日 | 河合美智子のベスト・アルバム            |
| ボンビダデーオ!!       | 『河合美智子(オーロラ輝子)ゴールデン☆ベスト 〜夫婦みち〜』 | 2019年2月20日 | 河合美智子のベスト・アルバム            |